# Berg (Valkenburg aan de Geul)
Berg is een dorp in het zuiden van de Nederlandse provincie Limburg, in de gemeente Valkenburg aan de Geul.

## Geschiedenis

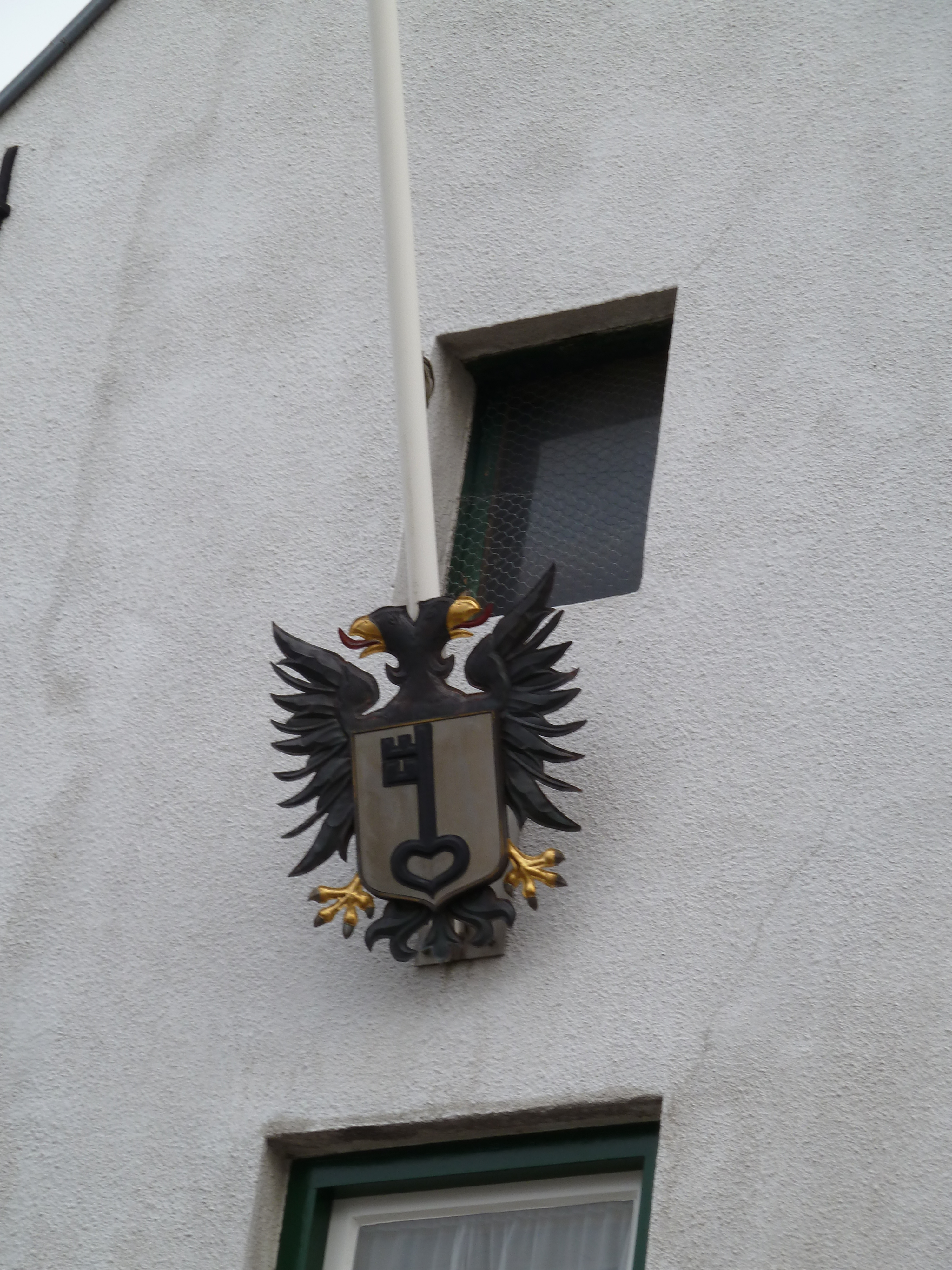
Sleutel van Sint-Servaas, symbool van de macht van het St-Servaaskapittel in Berg

De meeste Zuid-Limburgse plateaudorpen werden in de 11e of 12e eeuw gesticht, meestal vanuit de dorpen in het dal, in het geval van Berg mogelijk vanuit Heer, Meerssen of Houthem. Berg werd voor het eerst vermeld als Berga cum ecclesia in een pauselijke akte uit 1139, waarin de Maastrichtse Sint-Servaaskerk werd bevestigd in haar bezittingen aldaar. Van de middeleeuwen tot 1794 was Berg een van de Elf banken van Sint-Servaas onder de jurisdictie van het Sint-Servaaskapittel; in 1442 werd Berg voor het eerst expliciet als zodanig genoemd. Voogden waren aanvankelijk de heren van Valkenburg; vanaf 1381 de hertogen van Brabant. Behalve de hoge jurisdictie bezat het kapittel hier ook landerijen, ruim een kwart van het bebouwde land, die verdeeld waren in drie gewanden: Meerveld, Cruijsveld en Langenacker. In de late 14e eeuw was een van de cijnsheffers ridder Reyner van Berge. Het kapittel had in Berg tevens het collatierecht (benoemingsrecht van de pastoor). Omstreeks 1500 telde het dorp twaalf huizen; in 1785 waren dat er 34, voornamelijk gelegen aan de Grote Straat, de Kleinstraat en de Heerstraat (Achter de Hoven). De Schone Poel was een grote drinkpoel voor het vee.
Na de opheffing van het kapittel in januari 1798 werden de kapittelgoederen, waaronder de bezittingen in Berg, door de Franse staat genationaliseerd en openbaar verkocht. De belangrijkste koper in Berg was de voormalige scholaster van het kapittel J.H. Cruts.
In de Franse tijd werd de gemeente Berg samengevoegd met de gemeente Terblijt tot Berg en Terblijt. Tot dat moment was Terblijt een vrije rijksheerlijkheid aan de zuidelijke kant van het dorp Berg. De naam van het kleinere dorp Terblijt werd toegevoegd aan de gemeentenaam om verwarring met andere (naburige) plaatsen genaamd 'Berg' te voorkomen. De gemeente had begin 19e eeuw circa 700 inwoners.
De gemeente Berg en Terblijt ging bij de gemeentelijke herindeling van 1 januari 1982 samen met de gemeente Valkenburg-Houthem. In 1981, kort voordat Berg en Terblijt opging in de nieuwe gemeente Valkenburg aan de Geul, verscheen er een 500 pagina's tellend naslagwerk over de opgeheven gemeente.

## Natuur en landschap
Berg is gelegen op de rand van het Plateau van Margraten op een hoogte van ongeveer 120 meter. Aan de noordelijke zijde liggen steile hellingen naar het Geuldal. Hier vindt men het natuurgebied Bergse Heide, met de voormalige Meertensgroeve en Langen Akker. Ten zuidoosten van de kern ligt de voormalige Groeve Blom in het droogdal Koelbosgrub. Nabij de buurtschap Geulhem vindt men de Curfsgroeve.
De oude rijksweg, de N590, tussen Valkenburg en Maastricht vormt de zuidelijke rand van het dorp, en aan deze weg is in de loop der tijd veel lintbebouwing ontstaan. Het dorp is ten noorden van die lintbebouwing blijven groeien, en daardoor is het dorp van oost naar west vrij lang en smal gevormd.

## Bezienswaardigheden
- Midden in het dorp, langs de Rijksweg, staat de geheel uit Limburgse mergel opgetrokken Sint-Monulphus en Gondulphuskerk, een ontwerp van de architect Frits Peutz. Ook de nabijgelegen kapelanie en pastorie zijn door Peutz ontworpen.
- Kruiskapel Rasberg
- Mariakapel aan de Rijksweg
- Mariakapel aan de Geulhemmerweg
- Woonhuizen:
  - Grote Straat 74, voormalige pastorie van mergelsteen, uit de 2e helft van de 18e eeuw.
  - Op de Bies 25A, mergelstenen woonhuis uit de 18e eeuw.
- Boerderijen:
  - Grote Straat 64, mergelstenen hoeve van 1674, poortvleugel uit 1751 en verbouwd in 1893.
  - Grote Straat 71, mergelstenen hoeve uit de 18e eeuw
  - Grote Straat 73, mergelstenen hoeve uit de 18e eeuw
  - Op de Bies 8, hoeve uit eerste kwart van de 19e eeuw
  - Schone Poel 8, hoeve uit eerste helft van de 18e eeuw

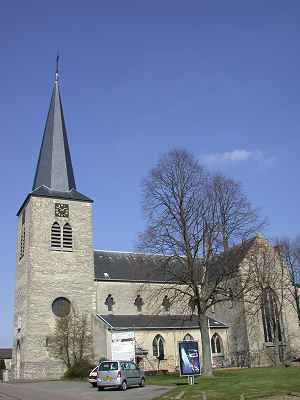
Monulphus en Gondulphuskerk
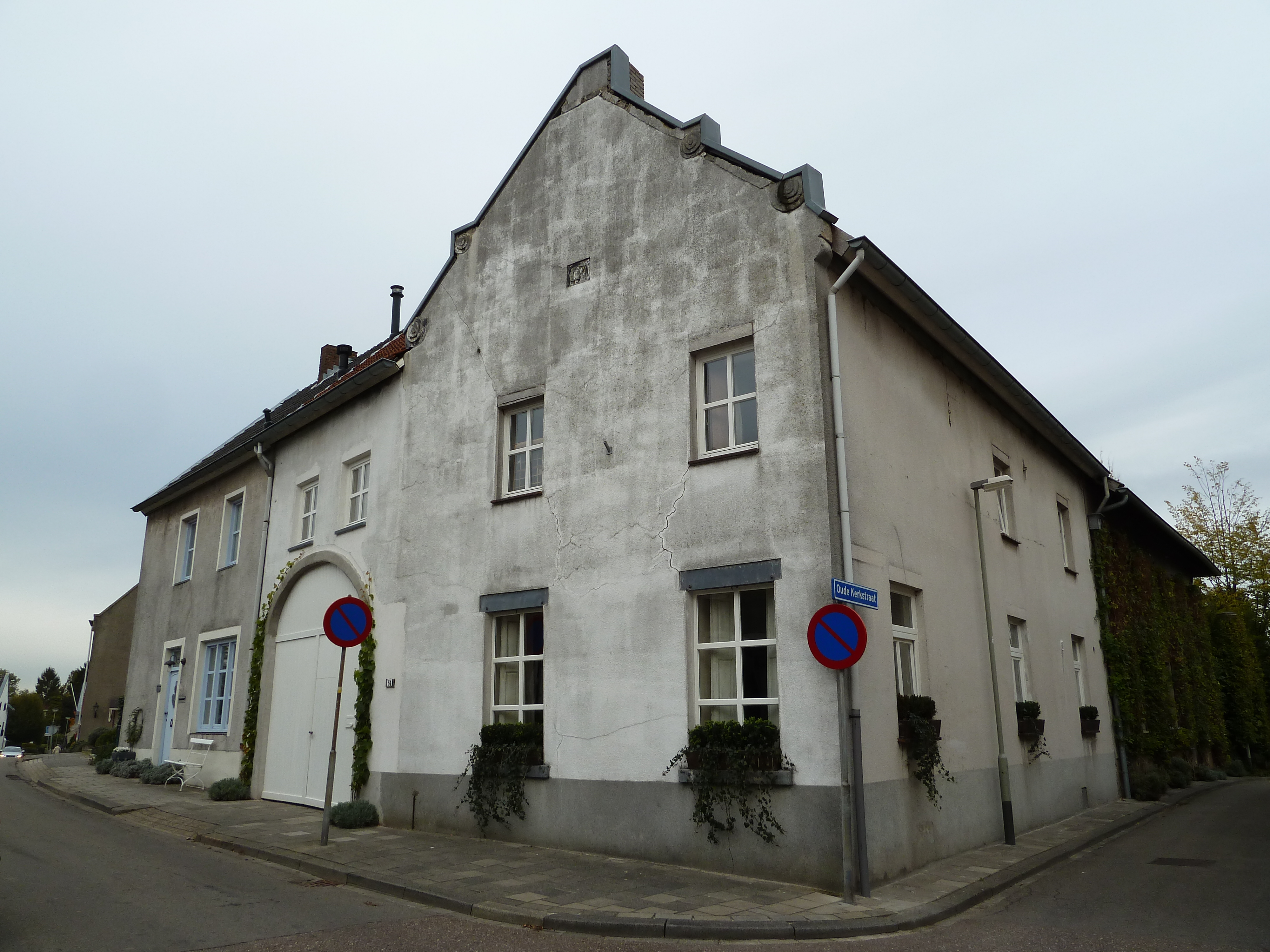
Monumentale boerderij
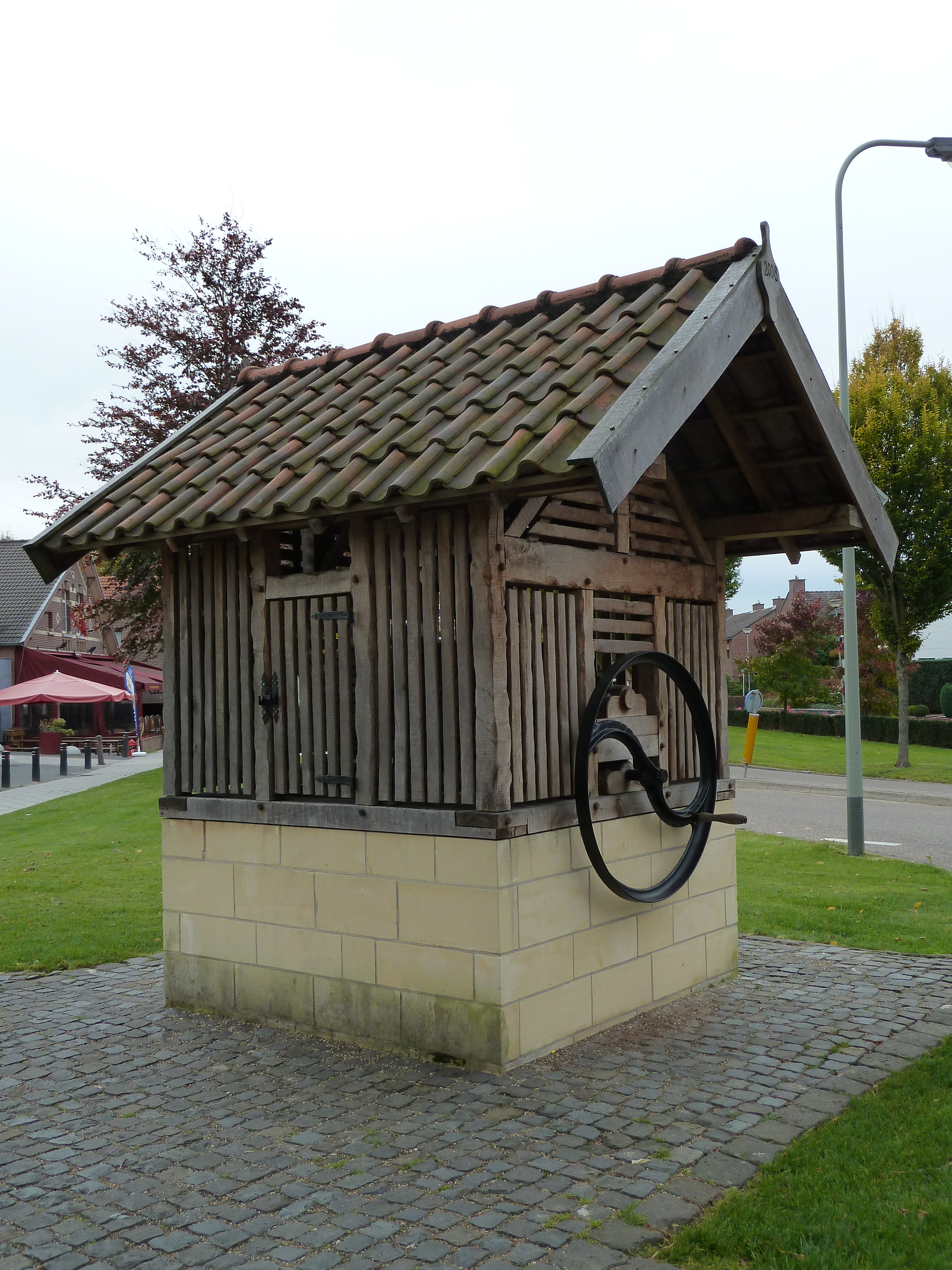
Zwingelput
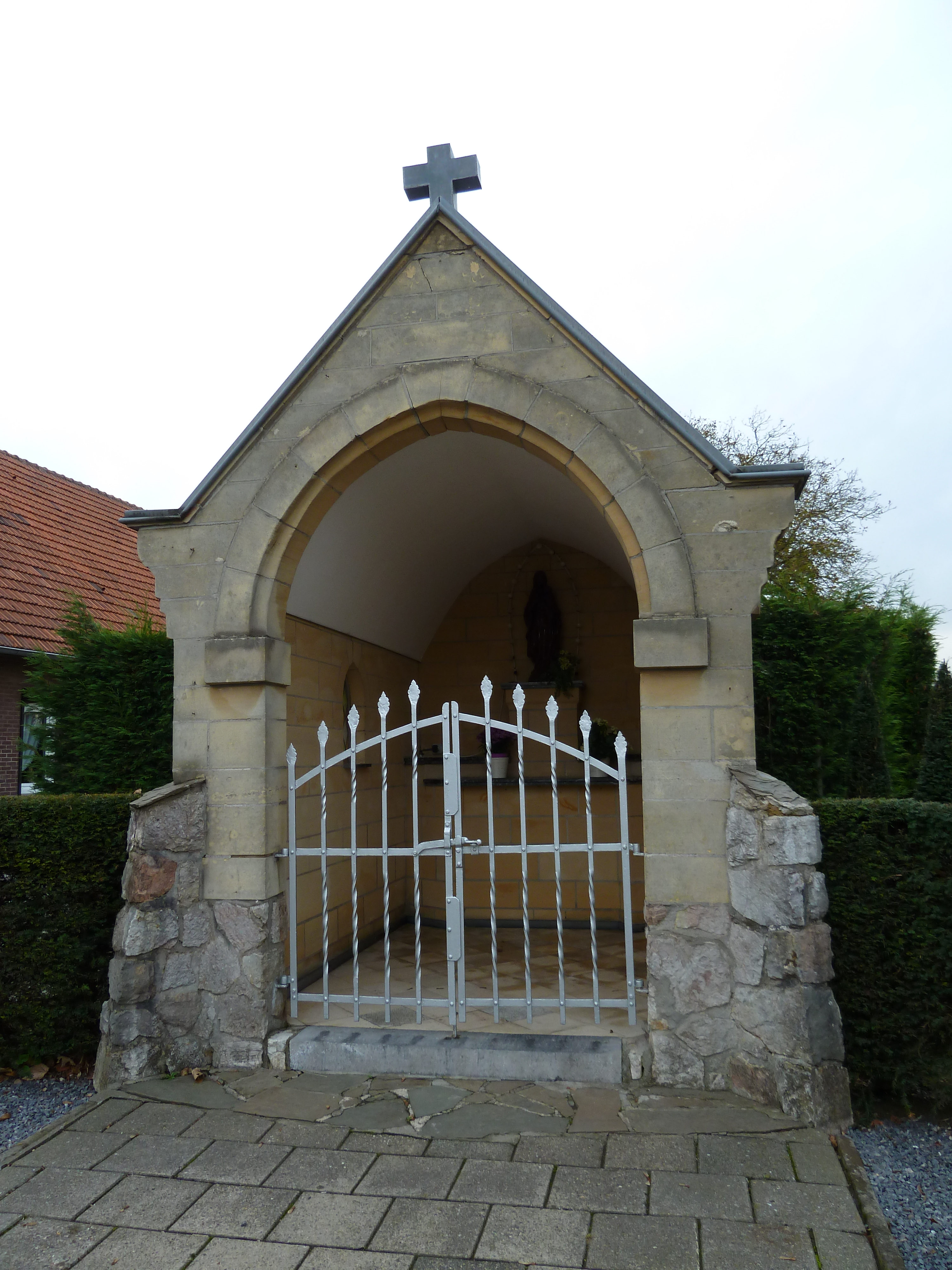
Kapel aan de Rijksweg

## Sport
Bekende afdalingen in de wielersport zijn die van de Geulhemmerweg, met een hellingspercentage van gemiddeld 7,5% en de Barakkenberg (Vogelzangweg) met een hellingspercentage van gemiddeld 11% (maximaal 14%).

## Geboren of woonachtig in Berg
- Gerhard Casimir Ubaghs (1800-1875), theoloog
- Jozef Habets (1829-1893), priester, archivaris, archeoloog
- Lei Molin (1927-1990), kunstschilder

## Nabijgelegen kernen
Geulhem, Vilt, Terblijt, Valkenburg, Houthem, Bemelen, Sibbe.
Dorpen: Berg · Broekhem · Houthem · Oud-Valkenburg · Schin op Geul · Sibbe · Valkenburg · Vilt

Gehuchten: Emmaberg · Engwegen · Geulhem · Heek · Heerstraat · IJzeren · Keutenberg · Neerhem · Plenkert · Schoonbron · Sint Gerlach · Strabeek · Strucht · Terblijt · Vroenhof · Walem

Limburg: Steden en dorpen      Nederland: Provincies · Gemeenten